# Helmut Vinaccia
Helmut Vinaccia (* 26. Oktober 1974 in Meran) ist ein österreichischer Kabarettist.
Nach dem Ende seiner schulischen Laufbahn 1994 begann Vinaccia 1995 als Texter und Autor für das ORF-Kinderprogramm Confetti-TiVi. Erste Erfolge als Kabarettist feierte er 1998 bei einem Talentwettbewerb im Kabarett Niedermair. Sein erstes Soloprogramm mit dem Titel Ein Lercherlschaas ist auch schon was brachte er 1999 auf die Bühne. Er kann aufgrund der Absurdität seiner Kabarettprogramme mutet dadaistisch an. Vinaccia betätigt sich auch als Autor und Schauspieler.

## Bühnenprogramme
- 1999 Ein Lercherlschaas ist auch schon was
- 2000 Sir und Frauenversteher
- 2001 Es ist nicht leicht, ein Gott zu sein
- 2002 Noch einen Platz im Schritt, Gnä'Frau?
- 2002 Verkauft's mei G'wand - i fahr in' Himmel
- 2003 Kennen sie eigentlich meinen Schwager?
- 2004 Das Beste aus fünf Programmen
- 2005 Trinken sie?
- 2006 Mit Kasperl und Petzi im Swingerclub - Ansichten einer Marionette
- 2007 Bitte nicht eintreten, sie werden aufgerufen
- 2008 Winterkirschen
- 2009 Helmut Vinaccia liest Heinz Prüller

## Spielfilme
- 1984 Ich oder du
- 2002 Harold and Maude goes Austria
- 2009 Der Knochenmann